# エルンスト・オップラー

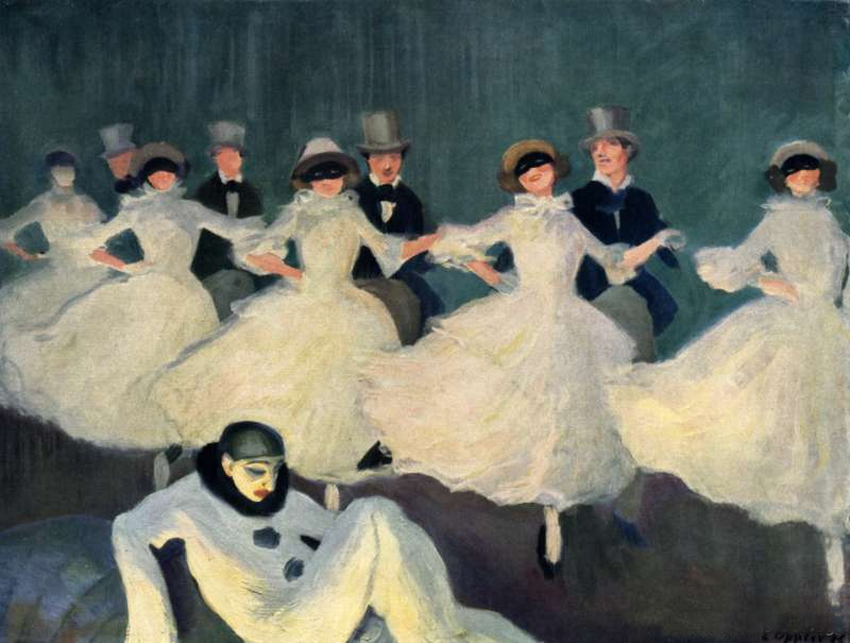
エルンスト・オップラー作 "kaneval-walzer"(1929)

エルンスト・オップラー（Ernst Oppler、1867年9月9日 - 1929年3月1日）はドイツの画家、版画家である。

## 略歴
ハノーファーで生まれた。父親は当時有名であったポーランド生まれのユダヤ系の建築家、エドウィン・オップラー(Edwin Oppler:1831- 1880)で、弟に彫刻家のアレキサンダー・オップラー(Alexander Oppler:1869-1937)や、医師のベルトホルト・オップラー(Berthold Oppler:1871-1943)らがいる。
1886年の夏にミュンヘンに移り、ミュンヘン美術院でニコラオス・ギジスやルートヴィヒ・フォン・レフツに学んだ。ハインリヒ・クニルの私立美術学校でも学び、1892年には作品がバイエルン王国の王子に買い上げられ、シカゴ万国博覧会にも出展した。1894年にロンドンに移り1897年まで滞在し、独自のスタイルで活躍していたジェームズ・マクニール・ホイッスラーの作品をの版画にするなどして、学んだ。ホイッスラー招かれ、1898年に設立され、ホイッスラーが初代会長を務めた「国際彫刻家、画家、版画家協会」(International Society of Sculptors, Painters and Gravers)の会員になった。オップラーの初期の作品は自然主義的なスタイルであった。1895年にミュンヘン分離派のメンバーになり、ベルリン分離派のメンバーにもなった。1895年からヴェネツィアの展示会に出展し、1901年にミュンヘンで開かれた国際展にも出展した。ミュンヘンに戻った後、1895年にミュンヘン分離派のメンバーに加わった。
1901年にオランダの町、スロイスに移り、しばらく風景画を描いた。さらにフランス、ノルマンディーの港町、ディエップを訪れ、海岸の風景を描き、ベルギーも旅した。1904年のはじめに、ブリュッセルで開かれた印象派画家の展覧会にも出展した。
1904年に「新印象派」の画家パウル・バウム(Paul Baum)に招かれてベルリンに移り、ベルリンで「ベルリン分離派」の重要なメンバーになり、その展覧会に出展を続けた。ベルリン分離派の内部で、「表現主義」の画家たちとの意見の違いなどがあり、「ベルリン分離派」が分裂した後、分離派の展覧会への参加をやめた。第一次世界大戦が始まると召集され戦場にでて、戦後、戦争に関する作品を制作した。
バレーなどの舞台芸術を題材にした作品も描き、舞踏家で後に有名な映画監督となるレニ・リーフェンシュタールと親しく彼女の肖像画を残した。
1929年にベルリンで没した。

## 作品

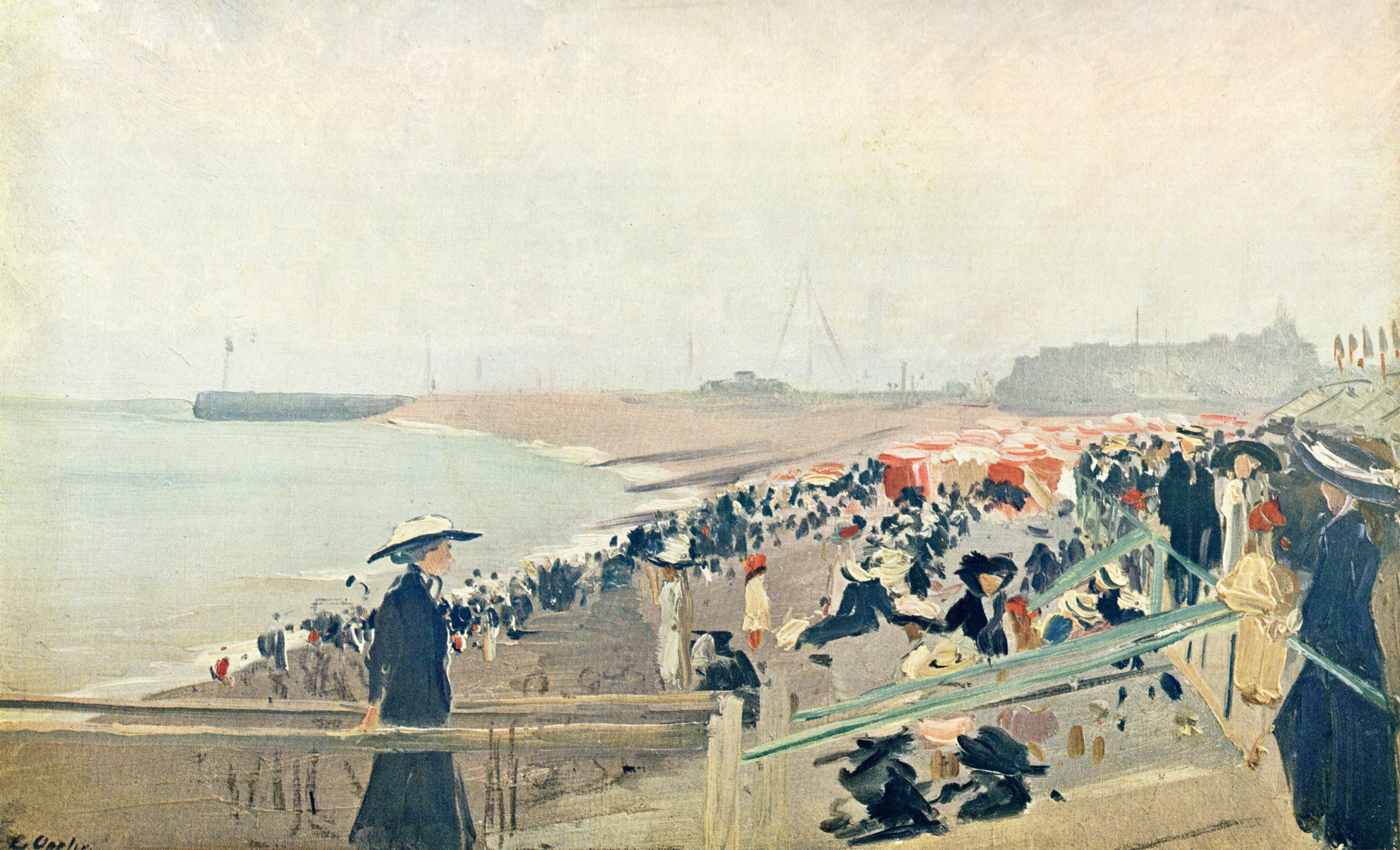
「ディエップの海岸」(1900)
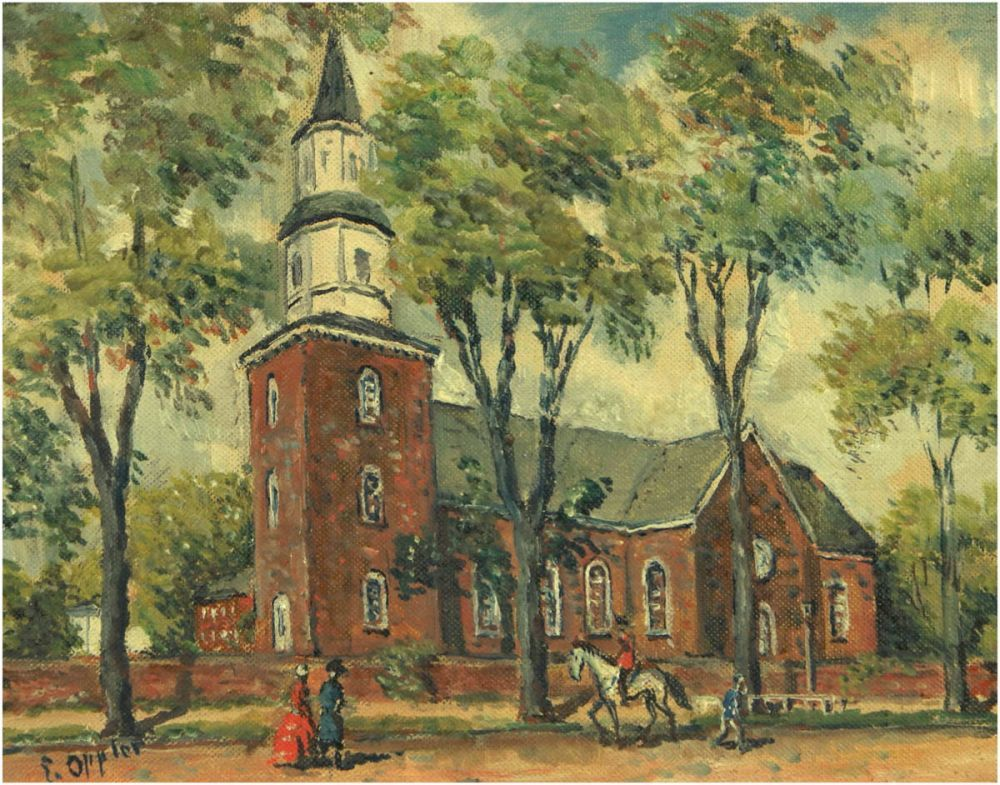
風景画 (1910)
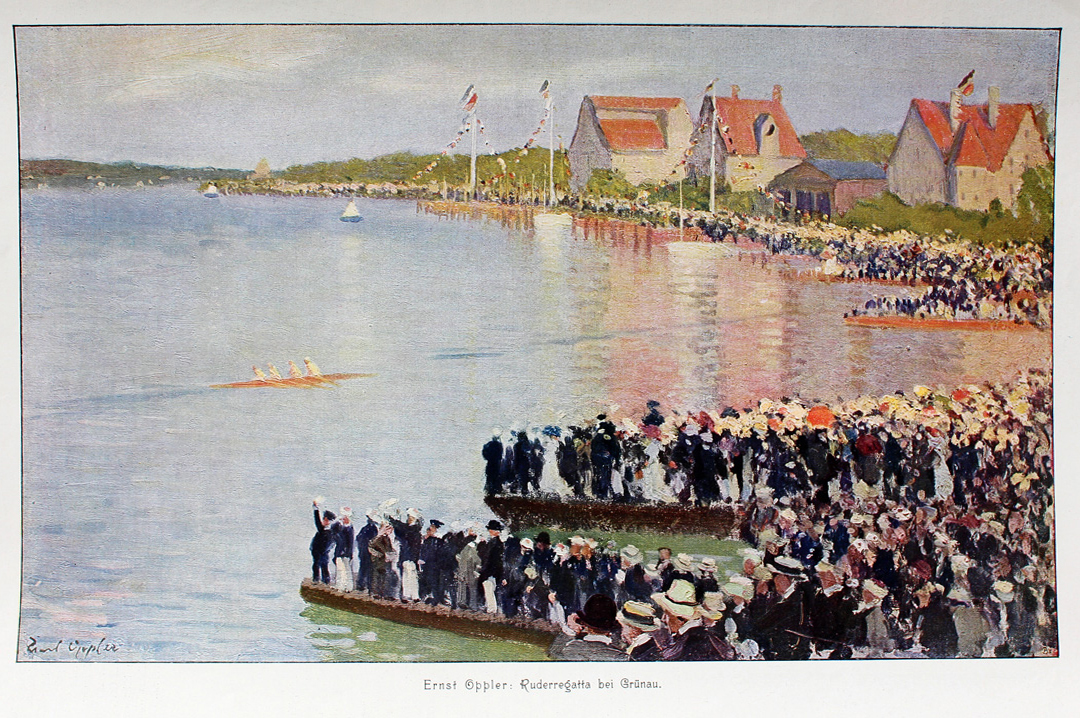
「レガットレースを見る人々」(1910)
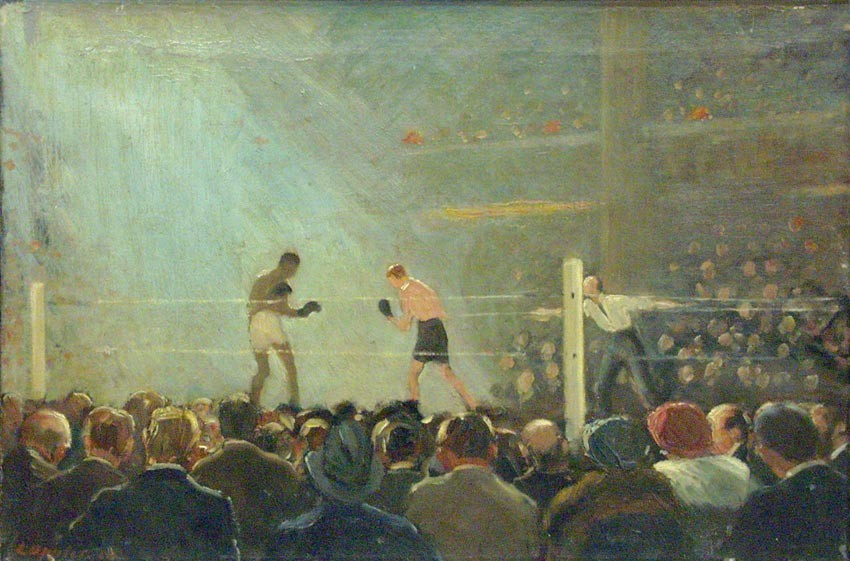
ボクシング(1920)

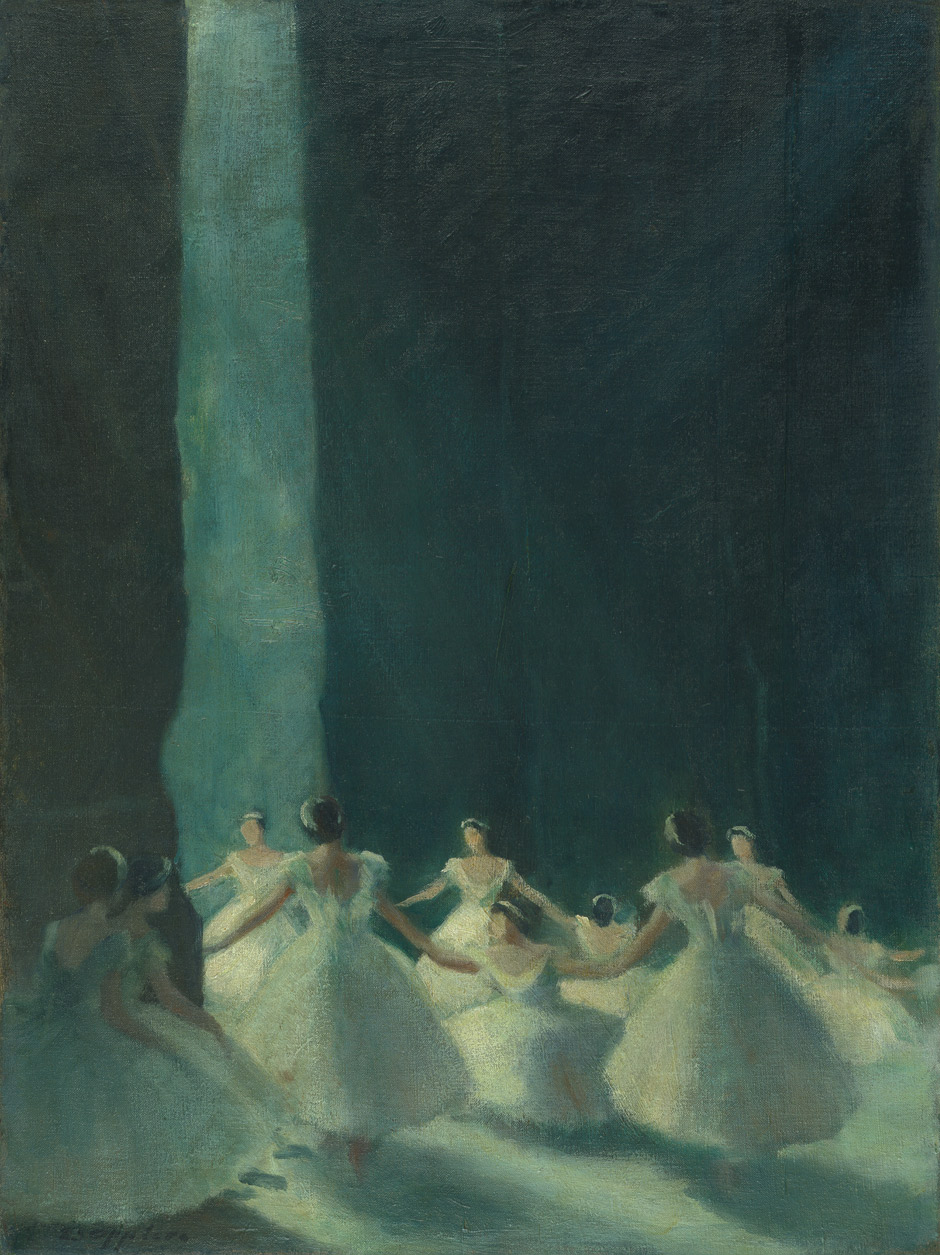
「バレー」(1915)
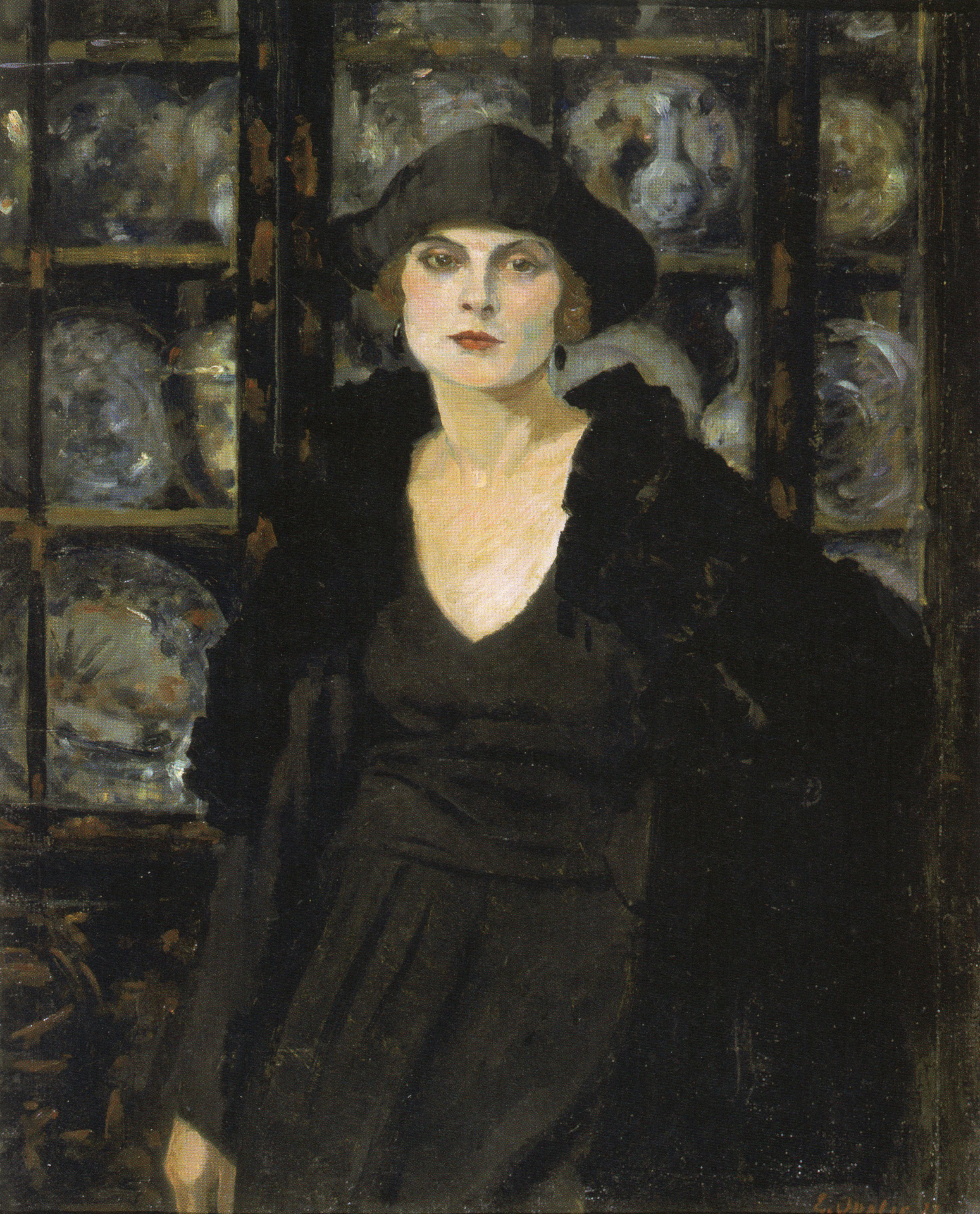
「黒衣の女性」(1922)
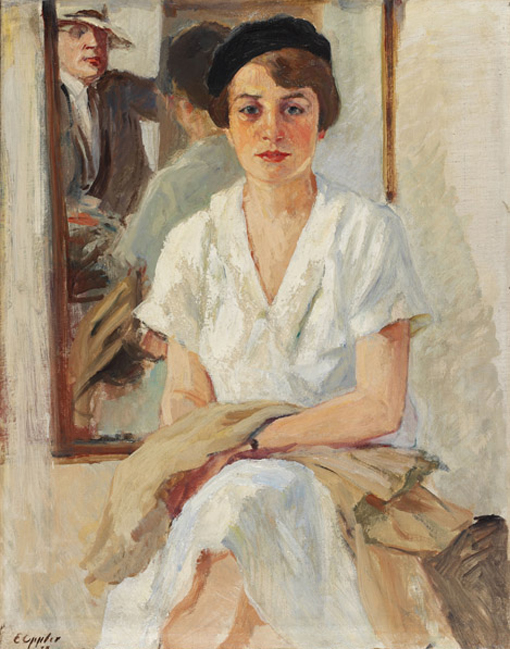
"Der Maler und Jo"(1928)
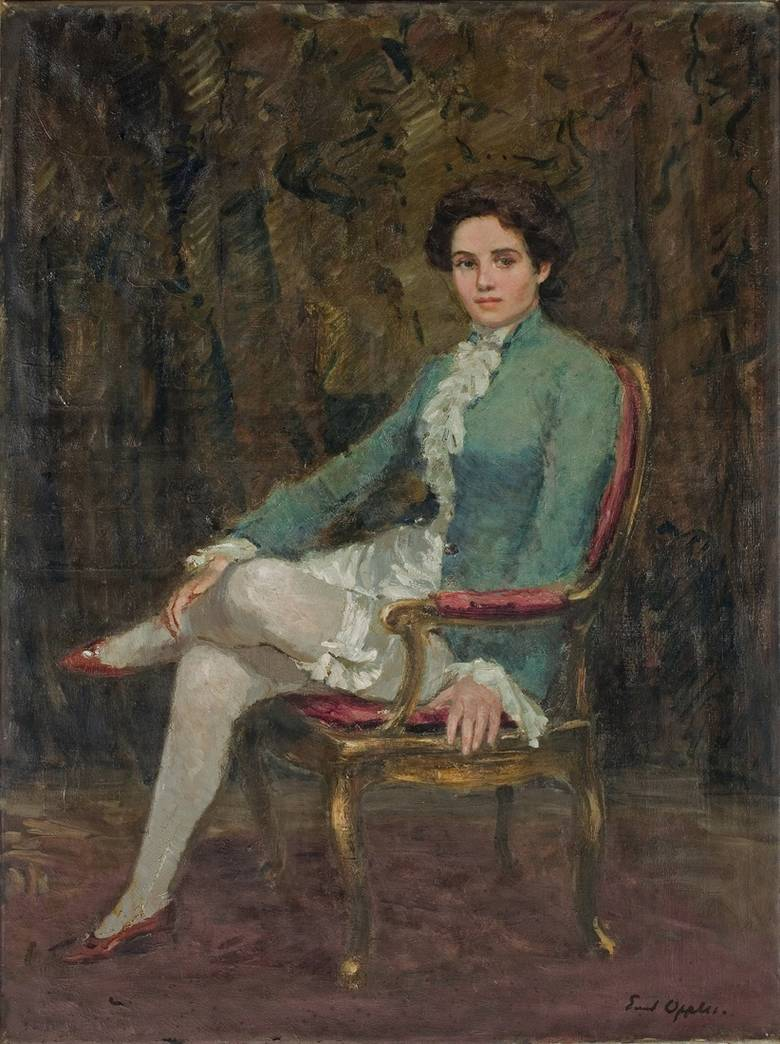
「舞台衣装の女性」